# کپوردندانی
کپوردندانی (نام علمی: Valencia) نام یک سرده از راسته کپوردندان‌ماهی‌سانان است.